# Oligostigma peruviensis
Oligostigma peruviensis là một loài bướm đêm trong họ Crambidae.